# Piknik Archeologiczny Rydno

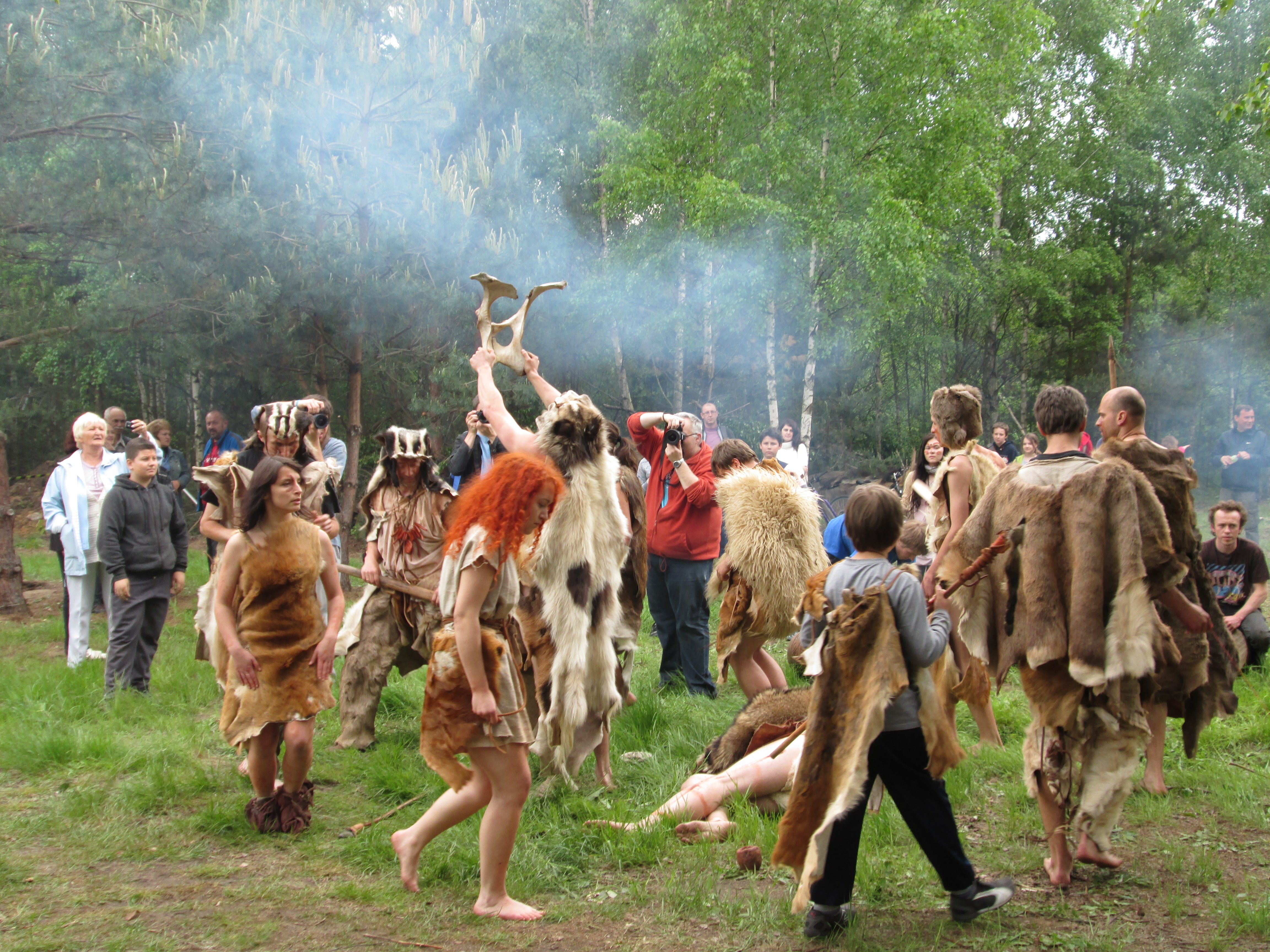

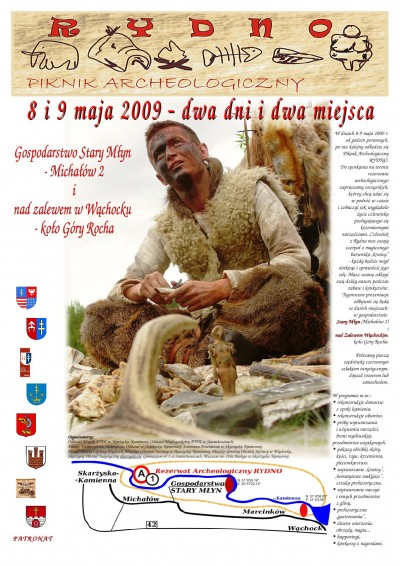
Plakat promujący V Piknik Archeologiczny „Rydno” 8-9 maja 2009.

Piknik Archeologiczny „Rydno” – impreza plenerowa odbywająca się co rok w maju od 2005 roku w pobliżu Rezerwatu Archeologicznego „Rydno” w dolnie rzeki Kamiennej od Skarżyska-Kamiennej (dzielnica Łyżwy) do Wąchocka (Góra Rocha) .
Impreza poświęcona jest epoce kamienia, a jej głównym celem jest możliwie pełne przybliżenie uczestnikom wiedzy o życiu prehistorycznych mieszkańców Rezerwatu. W programie imprezy znajdują się prelekcje, prezentacje, pokazy, wystawy na temat rezerwatu archeologicznego „Rydno", wytwarzania i zastosowania „krwicy” – barwnika mineralnego otrzymywanego z hematytu i narzędzi z krzemienia czekoladowego, rekonstrukcje chat-ziemianek różnych typów z epoki kamienia, prezentacja rekonstrukcji ubiorów, pokazy i samodzielne próby: obróbki skóry, kości i rogu, plecionkarstwa, tkania, wytwarzania naczyń glinianych, przyrządzania "prehistorycznych” potraw, strzelania z łuku oraz pokaz pracy archeologów. Imprezie towarzyszą liczne konkursy .
Piknik archeologiczny trwa do kilku dni. Impreza dedykowana jest dzieciom i młodzieży szkolnej, osobom indywidualnym, rodzinom, środowiskom zainteresowanym nauką przez zabawę, itp. Wstęp na imprezę jest bezpłatny .
Na przestrzeni lat organizatorami pikniku są lub byli: Miejski Oddział PTTK w Skarżysku-Kamiennej, Oddział Międzyszkolny PTTK w Starachowicach, Starostwo Powiatowe w Skarżysku-Kamiennej, Polskie Towarzystwo Historyczne Oddział w Skarżysku-Kamiennej, Gmina Skarżysko Kościelne, Urząd Miasta i Gminy w Wąchocku, Miejskie Centrum Kultury w Skarżysku-Kamiennej, Miejsko-Gminny Ośrodek Kultury w Wąchocku, Skarżyski Wortal Turystyczny, Gimnazjum nr 1 w Starachowicach oraz Muzeum Orła Białego w Skarżysku-Kamiennej  .